# Distrito de Tamsweg
El distrito de Tamsweg es un distrito político del estado de Salzburgo (Austria). Se corresponde con la región de Lungau. La capital del distrito es la ciudad de Tamsweg.

## División administrativa

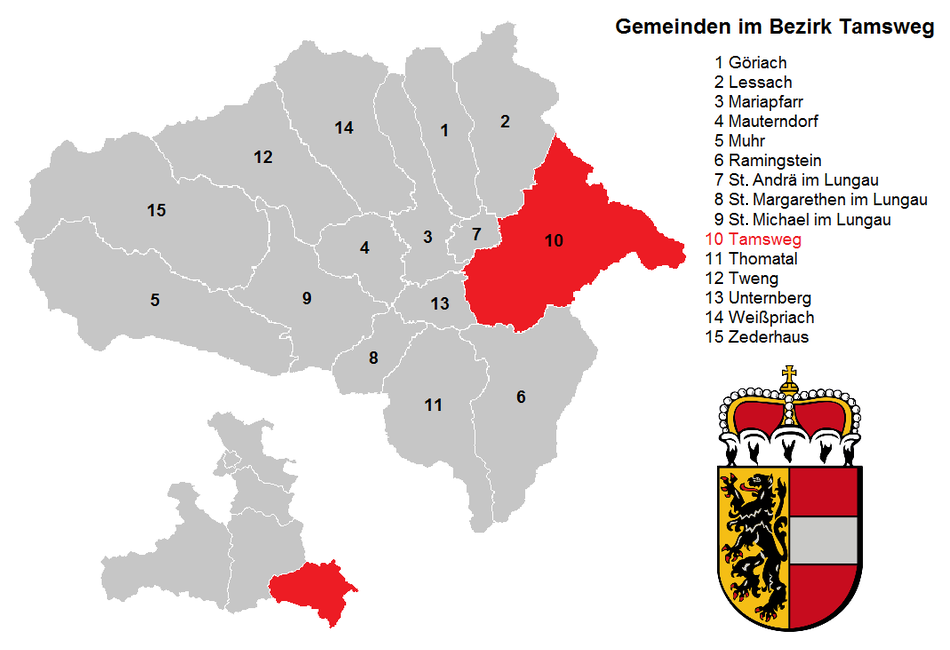
Bezirk Tamsweg

Localidades con población (año 2018)
Ciudades-mercado
- Mariapfarr 2.375
- Mauterndorf 1.639
- St. Michael im Lungau 3.520
- Tamsweg 5.717

Municipios
- Göriach 337
- Lessach 555
- Muhr 510
- Ramingstein 1.059
- St. Andrä im Lungau 761
- St. Margarethen im Lungau 725
- Thomatal 333
- Tweng 276
- Unternberg 1.035
- Weißpriach 306
- Zederhaus 1.196